# Brachypalpus chrysites
Brachypalpus chrysites là một loài ruồi trong họ Ruồi giả ong (Syrphidae). Loài này được Egger mô tả khoa học đầu tiên năm 1859. Brachypalpus chrysites phân bố ở vùng Cổ Bắc giới